# Palau Robert
Il Palazzo Robert (in catalano: Palau Robert) è un edificio che si trova a Barcellona sul Passeig de Gràcia. Fu la residenza privata di Robert Robert i Surís, un influente aristocratico, politico e uomo d'affari dei primi del XX secolo.

## Descrizione
Tra il 1936 e il 1939 il palazzo fu la sede del Ministero della Cultura della Generalitat de Catalunya ma, dopo la guerra civile spagnola, la famiglia Robert lo riacquistò finché non lo vendette alla Generalitat de Catalunya nel 1981.
Oggi il palazzo è un'istituzione gestita dal governo che ospita un centro espositivo con tre sale, una sala da concerto e dei giardini, nonché il Centro di informazioni della Catalogna, compreso l'ufficio del turismo cittadino.
L'edificio è un esempio dello stile tardo neoclassico costruito in pietra di Montgrí, ed è stato completato sotto la direzione degli architetti Henry Grandpierre e Joan Martorell. Il giardino è stato progettato da Ramon Oliva, che aveva progettato anche Plaça Catalunya. Le palme che decorano i giardini sono state portate durante l'Esposizione del 1888.